# Cortison
Cortison is een natuurlijk steroïdhormoon dat in de lever snel wordt omgezet in het natuurlijke bijnierschorshormoon hydrocortison (cortisol).
Cortison kan ook synthetisch gemaakt worden. Aan het eind van de jaren 40 van de 20e eeuw ontdekte men dat cortison zeer werkzaam is tegen bepaalde gevallen van artritis.
De werking bleek echter slechts van tijdelijke aard. Bovendien heeft cortison een aantal ongewenste bijwerkingen.
Vandaag de dag bestaan er voor de behandeling van reumatoïde artritis en astma betere geneesmiddelen, bijvoorbeeld de steroïden prednison en prednisolon. Cortison wordt daarom vrijwel niet meer gebruikt.